# Pape Demba Diop
Pape Demba Diop (Ouakam, 4 settembre 2003) è un calciatore senegalese, centrocampista dello Strasburgo e della nazionale senegalese.

## Carriera

### Club
Cresciuto nel Diambars, nel 2022 è stato acquistato dallo Zulte Waregem. Ha debuttato con il club belga il 21 dicembre nell'incontro di Coppa del Belgio vinto 2-1 contro il Deinze. Nel corso della medesima stagione ha anche giocato una partita nella prima divisione belga, giocando invece 4 partite in seconda divisione nel corso della stagione 2023-2024. Nella stagione 2024-2025 contribuisce alla vittoria del campionato belga di seconda divisione.
Il 27 giugno 2025 viene acquistato dallo Strasburgo.

### Nazionale
Nel 2023, con il Senegal Under-20, ha partecipato alla vittoriosa Coppa d'Africa Under-20 ed al Mondiale Under-20.
Ha debuttato con la nazionale maggiore il 9 settembre 2023 nell'incontro di qualificazione per la Coppa delle nazioni africane 2023 pareggiato 1-1 contro il Ruanda.

## Statistiche

### Presenze e reti nei club
Statistiche aggiornate al 18 novembre 2023.
| Stagione        | Squadra         | Campionato      | Campionato | Campionato | Coppe nazionali | Coppe nazionali | Coppe nazionali | Coppe continentali | Coppe continentali | Coppe continentali | Altre coppe | Altre coppe | Altre coppe | Totale | Totale | Totale |
| Stagione        | Squadra         | Comp            | Pres       | Reti       | Comp            | Pres            | Reti            | Comp               | Pres               | Reti               | Comp        | Pres        | Reti        | Pres   | Reti   |        |
| --------------- | --------------- | --------------- | ---------- | ---------- | --------------- | --------------- | --------------- | ------------------ | ------------------ | ------------------ | ----------- | ----------- | ----------- | ------ | ------ | ------ |
| 2022-2023       | Zulte Waregem   | D1              | 1          | 0          | CB              | 1               | 0               |                    | -                  | -                  |             | -           | -           | 1      | 0      |        |
| 2023-2024       | Zulte Waregem   | D2              | 4          | 0          | CB              | 0               | 0               |                    | -                  | -                  |             | -           | -           | 4      | 0      |        |
| Totale carriera | Totale carriera | Totale carriera | 5          | 0          |                 | 1               | 0               |                    | -                  | -                  |             | -           | -           | 6      | 0      |        |

### Cronologia presenze e reti in nazionale
| Cronologia completa delle presenze e delle reti in nazionale ― Senegal | Cronologia completa delle presenze e delle reti in nazionale ― Senegal | Cronologia completa delle presenze e delle reti in nazionale ― Senegal | Cronologia completa delle presenze e delle reti in nazionale ― Senegal | Cronologia completa delle presenze e delle reti in nazionale ― Senegal | Cronologia completa delle presenze e delle reti in nazionale ― Senegal | Cronologia completa delle presenze e delle reti in nazionale ― Senegal | Cronologia completa delle presenze e delle reti in nazionale ― Senegal |
| Data                                                                   | Città                                                                  | In casa                                                                | Risultato                                                              | Ospiti                                                                 | Competizione                                                           | Reti                                                                   | Note                                                                   |
| ---------------------------------------------------------------------- | ---------------------------------------------------------------------- | ---------------------------------------------------------------------- | ---------------------------------------------------------------------- | ---------------------------------------------------------------------- | ---------------------------------------------------------------------- | ---------------------------------------------------------------------- | ---------------------------------------------------------------------- |
| 9-9-2023                                                               | Butare                                                                 | Ruanda                                                                 | 1 – 1                                                                  | Senegal                                                                | Qual. Coppa d'Africa 2023                                              | -                                                                      | 86’                                                                    |
| Totale                                                                 |                                                                        | Presenze                                                               | 1                                                                      |                                                                        | Reti                                                                   | 0                                                                      |                                                                        |

## Palmarès

### Club

#### Competizioni nazionali
- Challenger Pro League: 1

Zulte Waregem: 2024-2025

### Nazionale
- Coppa delle nazioni africane Under-20: 1

Egitto 2023

### Individuale
- XI All Star Team della Coppa delle nazioni africane Under-20: 1

Egitto 2023